# Barómetro

Dibujo esquemático de un barómetro.

Un barómetro es un instrumento de medición que mide la presión atmosférica. La presión atmosférica es el peso por unidad de superficie ejercida por la atmósfera. Uno de los barómetros más conocidos son los de mercurio.
Los barómetros y los altímetros de presión (el tipo más básico y común de altímetro) son esencialmente el mismo instrumento, pero se utilizan con fines diferentes. Un altímetro está pensado para ser utilizado a diferentes niveles ajustando la presión atmosférica correspondiente a la altitud, mientras que un barómetro se mantiene al mismo nivel y mide los cambios sutiles de presión causados por el tiempo y los elementos meteorológicos.  La presión atmosférica media en la superficie terrestre varía entre 940 y 1040 hPa (mbar). La presión atmosférica media a nivel del mar es de 1013 hPa (mbar).

## Etimología
La palabra barómetro procede del griego antiguo βάρος (báros), que significa "peso", y μέτρον (métron), que significa "medida".

## Funcionamiento general
Los primeros barómetros estaban formados por una columna de líquido en un tubo cerrado. El peso de la columna de líquido compensa exactamente el peso de la atmósfera.

## Historia
Los primeros barómetros fueron construidos por el matemático y físico italiano Evangelista Torricelli en el siglo XVII.
La presión atmosférica equivale a la altura de una columna de agua de unos 10,3 m de altura. En los barómetros de mercurio, cuya densidad es unas 14 veces mayor que la del agua, la columna de mercurio sostenida por la presión atmosférica al nivel del mar es de unos 76 cm.
Luego del descubrimiento del barómetro, Torricelli dijo: 

Vivimos en el fondo de un océano del elemento aire, el cual, mediante una experiencia incuestionable, se demuestra que tiene peso.
Torricelli

Tradicionalmente se pensaba (sobre todo los aristotélicos) que el aire no tenía peso: es decir, que los kilómetros de aire sobre la superficie no ejercían ningún peso sobre los cuerpos que se encontraban debajo. Incluso Galileo había aceptado la ingravidez del aire como una simple verdad. Torricelli cuestionó esa suposición y, en su lugar, propuso que el aire tenía peso y que era éste (y no la fuerza de atracción del vacío) el que sostenía (o, mejor dicho, empujaba) hacia arriba la columna de agua. Pensó que el nivel al que se mantenía el agua (unos 10,3 m) reflejaba la fuerza del peso del aire que empujaba sobre ella (en concreto, que empujaba sobre el agua de la pila y, por tanto, limitaba la cantidad de agua que podía caer desde el tubo hasta ella). Consideraba que el barómetro era una balanza, un instrumento de medida (en lugar de un mero instrumento para crear el vacío), y como fue el primero en verlo así, tradicionalmente se le considera el inventor del barómetro (en el sentido en que hoy utilizamos el término).
Debido a los rumores que circulaban en el chismoso barrio italiano de Torricelli, entre los que se incluía que se dedicaba a algún tipo de brujería o hechicería, Torricelli se dio cuenta de que tenía que mantener su experimento en secreto para evitar el riesgo de ser arrestado. Necesitaba utilizar un líquido más pesado que el agua, y de su asociación previa y de las sugerencias de Galileo dedujo que utilizando mercurio se podría utilizar un tubo más corto. Con el mercurio, que es unas 14 veces más denso que el agua, y por tanto sólo se necesitaba un tubo de 80 cm, y no de 10,5 m.
En 1646, Blaise Pascal, junto con  el ingeniero Pierre Petit, repitió y perfeccionó el experimento de Torricelli tras oír hablar de él a Marin Mersenne, a quien Torricelli había mostrado el experimento a finales de 1644. Pascal ideó además un experimento para probar la proposición aristotélica de que eran los vapores del líquido los que llenaban el espacio de un barómetro. Su experimento comparaba el agua con el vino, y como este último se consideraba más "espirituoso", los aristotélicos esperaban que el vino se mantuviera más bajo (ya que más vapores significarían más empuje hacia abajo en la columna de líquido). Pascal realizó el experimento públicamente, invitando a los aristotélicos a predecir de antemano el resultado. Los aristotélicos predijeron que el vino se mantendría más bajo. No fue así.
Sin embargo, Pascal fue aún más lejos para probar la teoría mecánica. Si, como sospechaban filósofos mecánicos como Torricelli y Pascal, el aire tenía peso, la presión sería menor a mayor altura. Por ello, Pascal escribió a su cuñado, Florin Perier, que vivía en el Puy de Dôme, pidiéndole que realizara un experimento crucial. Perier debía subir el Puy de Dôme con un barómetro y medir durante el trayecto la altura de la columna de mercurio. Luego debía compararla con las medidas tomadas al pie de la montaña para comprobar si las medidas tomadas más arriba eran en realidad más pequeñas. En septiembre de 1648, Perier llevó a cabo el experimento de forma cuidadosa y meticulosa, y comprobó que las predicciones de Pascal eran correctas. La columna de mercurio se mantenía más baja a medida que se llevaba el barómetro a mayor altura.

## Unidades del barómetro
La unidad de medida de la presión atmosférica que suelen marcar los barómetros se llama hectopascal, de abreviación hPa. Esta unidad significa: hecto: cien; pascales:unidad de medida de presión.
El barómetro de mercurio determina en muchas ocasiones la unidad de medición, la cual es denominada como "pulgadas de mercurio" o "milímetros de mercurio" (método abreviado mmHg). Una presión de 1 mmHg es 1 torr (por Torricelli).

## Tipos de barómetros

### Barómetro de agua

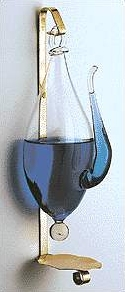
Dispositivo de Goethe

El concepto de que la disminución de la presión atmosférica predice tiempo tormentoso, postulado por Lucien Vidi, proporciona la base teórica para un dispositivo de predicción meteorológica llamado cristal meteorológico o barómetro de Goethe (llamado así por Johann Wolfgang von Goethe, el célebre escritor y polímata alemán que desarrolló un barómetro de bola meteorológica simple pero eficaz utilizando los principios desarrollados por Torricelli).  El nombre en francés, le baromètre Liègeois, es utilizado por algunos angloparlantes. Este nombre refleja los orígenes de muchos de los primeros anteojos meteorológicos: los sopladores de vidrio de Lieja, Bélgica.
El barómetro de bola meteorológica consiste en un recipiente de vidrio con un cuerpo sellado, medio lleno de agua.  Un pico estrecho se conecta al cuerpo por debajo del nivel del agua y se eleva por encima del nivel del agua. La boquilla estrecha está abierta a la atmósfera. Cuando la presión atmosférica es inferior a la que había en el momento de sellar el cuerpo, el nivel del agua en la boquilla sube por encima del nivel del agua en el cuerpo; cuando la presión atmosférica es superior, el nivel del agua en la boquilla desciende por debajo del nivel del agua en el cuerpo.  Una variación de este tipo de barómetro puede fabricarse fácilmente en casa.

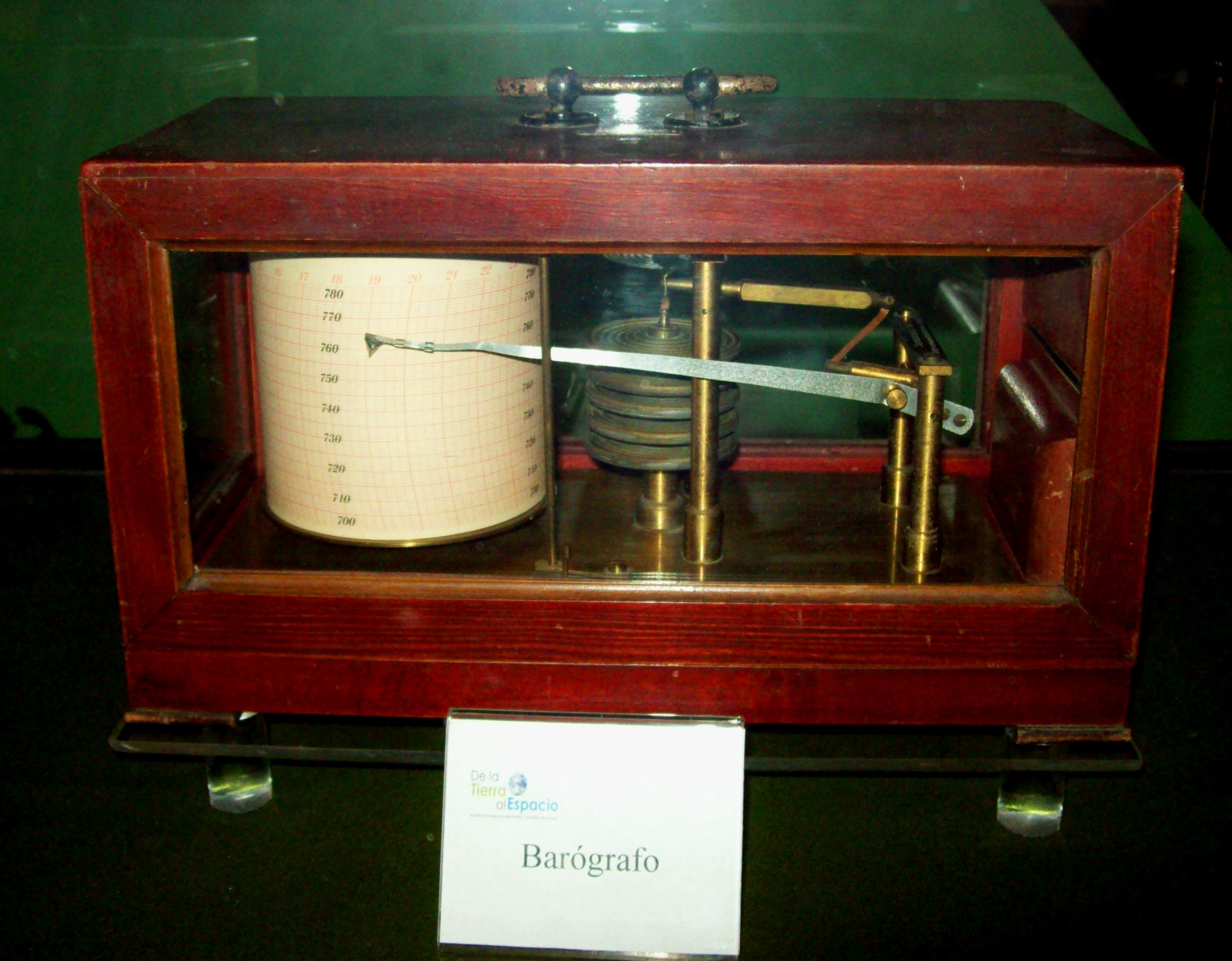
Barógrafo

### Barómetro de mercurio
Inventado por Torricelli en 1643, está formado por un tubo de vidrio de unos 850 mm de altura, cerrado por el extremo superior y abierto por el inferior. El tubo se llena de mercurio, se invierte y se coloca el extremo abierto en un recipiente lleno del mismo líquido.
Si se destapa, se verá que el mercurio del tubo desciende unos centímetros, dejando en la parte superior un espacio vacío (cámara barométrica o vacío de Torricelli).
Definido este fenómeno en la ecuación:

{\displaystyle P_{a}=P=0+\rho g(y2-y1)=\rho gh\,}

- {\displaystyle P_{a}} = Presión atmosférica (Pa)
- {\displaystyle \rho } = Densidad del mercurio (13534 kg/m³)
- {\displaystyle g} = Aceleración gravitacional (9,80665 m/s²)
- {\displaystyle h} = Altura de la columna de mercurio (m)

Así, el barómetro de mercurio indica la presión atmosférica directamente por la altura de la columna de mercurio. El uso de este barómetro está desaconsejado a causa del envenenamiento por mercurio.

### Barómetro aneroide
El aneroide es un barómetro que no utiliza mercurio. Indica las variaciones de presión atmosférica por las deformaciones más o menos grandes que aquella hace experimentar a una caja metálica de paredes muy elásticas en cuyo interior se ha hecho el vacío más absoluto. Se gradúa por comparación con un barómetro de mercurio pero sus indicaciones son cada vez más inexactas por causa de la variación de la elasticidad del resorte plástico. Fue inventado por Lucien Vidie en 1843. y es más grande
que el barómetro de mercurio.

### Altímetros barométricos
Utilizados en aviación son esencialmente barómetros con la escala convertida a metros o pies de altitud.

### Barómetro de Fortin

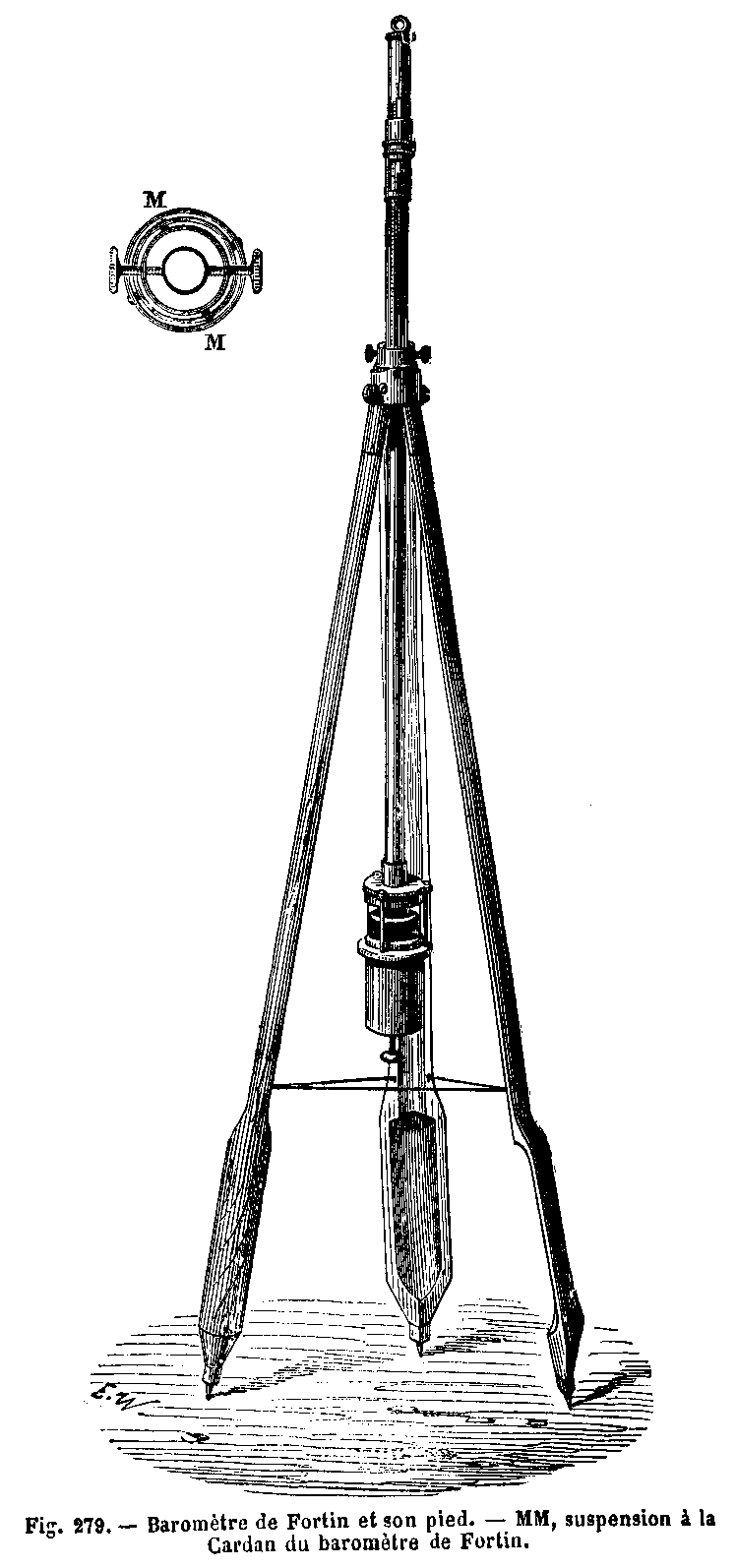
Barómetro de Fortin

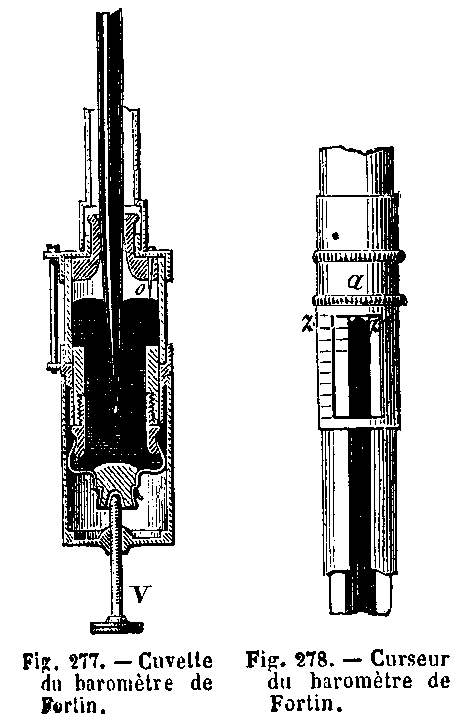
Detalles del barómetro de Fortin

El barómetro de Fortin se compone de un tubo Torricelliano que se introduce en el mercurio contenido en una cubeta de vidrio en forma tubular, provista de una base de piel de gamo cuya forma puede ser modificada por medio de un tornillo que se apoya de la punta de un pequeño cono de marfil. Así se mantiene un nivel fijo. El barómetro está totalmente recubierto de latón, salvo dos ranuras verticales junto al tubo que permiten ver el nivel de mercurio. En la ranura frontal hay una graduación en milímetros y un nonio para la lectura de décimas de milímetro. En la posterior hay un pequeño espejo para facilitar la visibilidad del nivel. Al barómetro va unido un termómetro.
Los barómetros Fortin se usan en laboratorios científicos para las medidas de alta precisión, y las lecturas deben ser corregidas teniendo en cuenta todos los factores que puedan influir sobre las mismas, tales como la temperatura del ambiente, la aceleración de gravedad de lugar, la tensión de vapor del mercurio, etc.

#### Barómetros de rueda
Un barómetro de rueda utiliza un tubo en "J" sellado en la parte superior de la extremidad más larga.  La extremidad más corta está abierta a la atmósfera y flotando sobre el mercurio hay un pequeño flotador de vidrio.  Un fino hilo de seda está unido al flotador que pasa por encima de una rueda y luego vuelve a bajar hasta un contrapeso (normalmente protegido en otro tubo).  La rueda hace girar la punta situada en la parte frontal del barómetro.  A medida que aumenta la presión atmosférica, el mercurio se desplaza de la extremidad corta a la larga, el flotador desciende y la aguja se mueve.  Cuando la presión cae, el mercurio retrocede, levantando el flotador y girando la esfera en sentido contrario.
Alrededor de 1810, el barómetro de rueda, que podía leerse a gran distancia, se convirtió en el primer instrumento práctico y comercial favorecido por los agricultores y las clases cultas del Reino Unido. La cara del barómetro era circular con una esfera sencilla que apuntaba a una escala fácilmente legible: "Lluvia - Cambio - Seco" con el "Cambio" en la parte superior central de la esfera. Los modelos posteriores añadieron una escala barométrica con graduaciones más finas: "Tormentoso (28 pulgadas de mercurio), Mucha lluvia (28,5), Lluvia (29), Cambio (29,5), Regular (30), Regular fijo (30,5), Muy seco (31)".
Natalo Aiano es reconocido como uno de los mejores fabricantes de barómetros de rueda, uno de los primeros pioneros de una oleada de fabricantes italianos artesanales de instrumentos y barómetros que se animaron a emigrar al Reino Unido. Aparece trabajando en Holborn, Londres, entre 1785 y 1805. A partir de 1770 un gran número de italianos llegaron a Inglaterra porque eran sopladores de vidrio o fabricantes de instrumentos consumados. Hacia 1840 era justo decir que los italianos dominaban la industria en Inglaterra.

## Aparatos derivados del barómetro
Del barómetro se derivan los siguientes instrumentos:
- Barógrafo, que registra las fluctuaciones de la presión atmosférica a lo largo de un periodo de tiempo mediante una técnica muy similar a la utilizada en los sismógrafos.
- Esfigmomanómetro, que registra las lecturas de la presión arterial.

## Usos

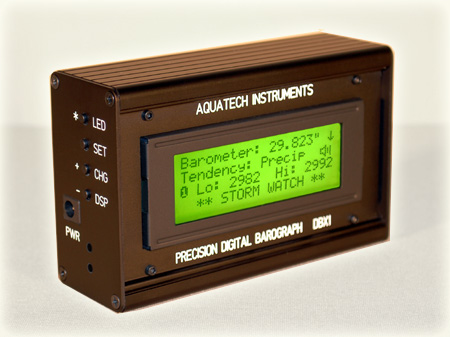
Barómetro gráfico digital.

Los barómetros son instrumentos fundamentales para saber el estado de la atmósfera; la presión barométrica y la tendencia de la presión (el cambio de presión en el tiempo) se han utilizado  para realizar predicciones meteorológicas. Las altas presiones se corresponden con regiones sin precipitaciones, mientras que las bajas presiones son indicadores de regiones de tormentas y borrascas. Cuando se utiliza en combinación con observaciones de viento, se pueden realizar predicciones a corto plazo razonablemente precisas. Las lecturas barométricas simultáneas de toda una red de estaciones meteorológicas permiten elaborar mapas de la presión atmosférica, que fueron la primera forma del mapa meteorológico moderno cuando se crearon en el siglo XIX. Las isobaras, líneas de igual presión, cuando se dibujan en un mapa de este tipo, dan un mapa de contorno que muestra las zonas de alta y baja presión.
La alta presión atmosférica localizada actúa como una barrera para los sistemas meteorológicos que se aproximan, desviando su curso. La elevación atmosférica causada por la convergencia de vientos de bajo nivel en la superficie produce nubes y, a veces, precipitación. Cuanto mayor sea el cambio de presión, especialmente si es superior a 3,5 hPa (0,1 inHg), mayor será el cambio meteorológico que cabe esperar. Si la caída de presión es rápida, se aproxima un Sistema de baja presión y hay más probabilidades de lluvia. Subidas rápidas de presión, como en la estela de un frente frío, se asocian con una mejora de las condiciones meteorológicas, como cielos despejados.

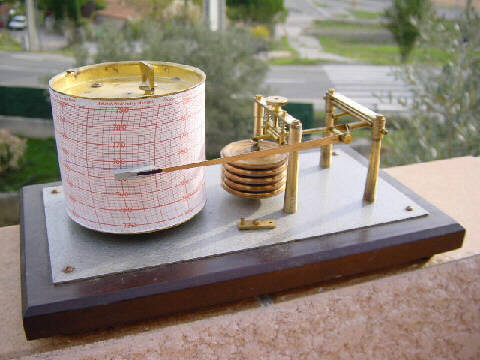
Registro analógico barógrafo utilizando cinco células de barómetro aneroide apiladas

Con el descenso de la presión atmosférica, los gases atrapados en el carbón de las minas profundas pueden escapar más libremente. Por tanto, una presión baja aumenta el riesgo de que se acumule grisú. Por ello, las minas de carbón llevan un registro de la presión. En el caso de la catástrofe de la mina de carbón Trimdon Grange de 1882, el inspector de minas llamó la atención sobre los registros y en el informe declaró que "las condiciones de la atmósfera y la temperatura pueden considerarse que han alcanzado un punto peligroso".
Los barómetros aneroides se utilizan en buceo con escafandra autónoma. Un manómetro de presión sumergible se utiliza para controlar el contenido del tanque de aire del buceador. Otro manómetro se utiliza para medir la presión hidrostática, normalmente expresada como profundidad del agua de mar.  Uno o ambos manómetros pueden sustituirse por variantes electrónicas o por un ordenador de buceo.